# Me and My Imagination
Me and My Imagination – utwór muzyczny brytyjskiej piosenkarki Sophie Ellis-Bextor, wydany w 2007 roku jako drugi singel z jej płyty Trip the Light Fantastic. Utwór brał udział w konkursie Sopot Festival 2007.

## Lista ścieżek
- Digital download[2]

1. „Me and My Imagination” – 3:27
2. „Move to the Music” – 3:32
3. „Me and My Imagination” (Tony Lamezma Radio Mix) – 3:43
4. „Me and My Imagination” (StoneBridge Mix) – 3:13

- Picture disc 12-calowy[3]

A1. „Me and My Imagination” (Radio Edit) – 3:28
A2. „Catch You” (Riffs & Rays Mix) – 8:17
B1. „Here’s to You” – 2:46
B2. „Me and My Imagination” (StoneBridge Vocal) – 7:20

## Notowania
| Kraj                               | Najwyższa pozycja |
| ---------------------------------- | ----------------- |
| Wielka Brytania (UK Singles Chart) | 23                |